# Sympathy for the Devil
«Sympathy for the Devil» — сингл британського гурту Rolling Stones, перша пісня в їх альбомі 1968 року Beggars Banquet, авторами пісні є дует Джаггер/Річардс. За версією журналу Rolling Stone пісня зайняла 32 позицію у списку найкращих пісень усіх часів. Також пісня зайняла 22 місце за версією «Acclaimed Music» у списку «найкраща пісня усіх часів».

## Створення
«Sympathy for the Devil» приписують Джаггеру та Річардсу, хоча вона була переважно композицією Джаггера. Робоча назва пісні «The Devil Is My Name», яка раніше називалася «Fallen Angels». Джаггер співає в пісні від першої особи як Диявол, хвалячись своєю роллю в кожному з кількох історичних звірств. Потім співак іронічно вимагає ввічливості слухача щодо нього, неявно караючи слухачів за їхню колективну вину у перерахованих вбивствах та злочинах. У документальному фільмі 2012 року «Crossfire Hurricane» Джаггер заявив, що великий вплив на написання пісні він отримав від Шарлья Бодлера та Михайла Булгакова, а саме його книга «Майстер і Маргарита», яка тільки з'явилась у 1967 році в англійському перекладі. Книгу передала Джаггеру Маріанне Фейтфул, і вона підтвердила його слова в інтерв’ю з Сілві Сіммонс з журналу «Mojo» у 2005 році.
В інтерв'ю 1995 року для Rolling Stone Джаггер сказав: «…це було взято зі старої ідеї Бодлера, я думаю, але я міг помилитися. Іноді, коли я дивлюсь на свою колекцію книг Бодлера, я не бачу цього там» «Але це була ідея, яку я отримав від французького письменства. Я просто взяв декілька рядків і розширив їх. Я написав їх як щось на зразок пісні Боба Ділана». Саме Річардс запропонував змінити темп, і використати додаткову ударну техніку, перетворивши народну пісню в самбо.
Крім того, Джаггер заявив в інтерв'ю Rolling Stone: «це дуже довга історична постать — постать зла і постать добра. Тому це надзвичайно довгий слід, який він уособлює у цьому творі». До того часу, як вийшов альбом «Beggars Banquet», гурт вже підняв деякі пропозиції щодо сексуально просунутих текстів, таких як «Let's Sweet the Night Together» та «I Just Want to Make Love to You». Були також заяви, що вони займалися сатанізмом  (їхній попередній альбом «Their Satanic Majesties Request»). Сигнл висунув ці побоювання на перший план, викликавши у ЗМІ чутки та побоювання серед деяких релігійних груп про те, що група поклоняється дияволу та корумповано впливають на молодь. 
Тексти пісень зосереджені на звірствах в історії людства з точки зору сатани, включаючи суд і смерть Ісуса Христа («Made damn sure that Pilate washed his hands to seal his fate»), європейські релігійні війни («I watched with glee while your kings and queens fought for ten decades for the gods they made»), насильство під час російської революції 1917 року та страта родини Романових під час Першої світової війни («I stuck around St. Petersburg when I saw it was a time for a change/Killed the Tsar and his ministers/Anastasia screamed in vain»); і Друга світова війна («I rode a tank, held a general's rank when the blitzkrieg raged, and the bodies stank»). Пісня була спочатку написана зі словами: «I shouted out „Who killed Kennedy?“» Після смерті Роберта Кеннеді 6 червня 1968 року рядок змінили на «Who killed the Kennedys?». І відповідь «when after all it was you and me», це спосіб сказати, що «диявол — це не хтось, а кожен з нас».
Пісня, можливо, була позбавлена подальших суперечок, коли перший сингл з альбому, «Street Fighting Man», став ще більш суперечливим з огляду на масові заворушення та студентські протести, що відбувалися у багатьох містах Європи та США.

## Запис
Запис пісні розпочався в лондонській студії «Olympic Sound Studios» 4 червня 1968 року, і тривав до наступного дня; обробка тривала 8, 9 та 10 червня. Персонал, який брав участь у записі: Нікі Хопкінс грає на фортепіано; Рокі Дзідзорну грає на конґах та Білл Ваймен на маракасах. Маріанне Фейтфул, Аніта Палленберг, Браян Джонс, Чарлі Воттс, продюсер Джиммі Міллер, Ваймен та Кіт Річардс виконували бек-вокал, співаючи "woo woos". Річардс грає на басу в оригінальному записі, а також на електрогітарі. Браян Джонс грає в основному на акустичній гітарі.

## Наслідки
В інтерв'ю для журналу «Creem» Джаггер сказав: «Коли люди почали сприймати нас як шанувальників диявола, я подумав, що це дійсно дивно, адже це була лише одна пісня. Зрештою, це не було як цілий альбом», з великою кількістю окультних знаків на задній панелі. Люди, здавалося, так охоче сприймали зображення, і воно перенеслося сьогодні у хеві-метал групи. Деякі люди заробляли на життя цим, наприклад, Джиммі Пейдж". 
Про зміни у суспільному сприйнятті, які група відчула після виходу пісні, Річардс сказав в інтерв'ю для «Rolling Stone» 1971 року: «Раніше ми були просто невинними дітьми, які добре проводили час, а зараз вони кажуть: „Вони злі, Вони злі“. О, я справді злий? Тож це змушує вас почати думати про зло… Що таке зло? Половина цього, я не знаю, скільки людей думають про Міка як про диявола чи просто хорошого рок-виконавця чи що? Є чорні фокусники, які думають, що ми діємо як невідомі агенти Люцифера, та інші, які вважають нас Люцифером». 
Всупереч поширеній помилці, саме «Under My Thumb», а не «Sympathy for the Devil» група виконували під час вбивства Мередіта Хантера на безкоштовному концерті, який відбувався на гоночному треку «Альтамонт». У ранніх статтях журналу «Rolling Stone» про інцидент зазвичай неправильно повідомлялося, що вбивство відбулося під час «Sympathy for the Devil», але насправді група виконувала цю пісню раніше. Концерт був перерваний бійкою, але потім продовжився, Джаггер прокоментував: «У нас завжди — щось дуже смішне відбувається».

## Учасники запису

### The Rolling Stones
- Мік Джаггер — вокал, бонґо
- Кіт Річардс — гітара, бас-гітара, бек-вокал
- Браян Джонс — гітара, бек-вокал
- Чарлі Воттс — ударні, бек-вокал
- Білл Ваймен — шекере, бек-вокал

### Додатковий персонал
- Нікі Хопкінс —  фортепіано, бек-вокал
- Рокі Дзідзорну — конґа
- Аніта Палленберг, Маріанне Фейтфул, Джиммі Міллер —  бек-вокал

## Сертифікація
| Країна/чарт           | Сертифікація | Сертифікація продажів |
| --------------------- | ------------ | --------------------- |
| Італія (FIMI)         | Платиновий   | 50 000                |
| Велика Британія (BPI) | Платиновий   | 1 000 000             |

## Версія Guns N' Roses
У 1994 році Guns N' Roses записали кавер, який досяг 55-го місця в Billboard Hot 100. Пісня була в заключних титрах у фільмі Ніла Джордана «Інтерв'ю з вампіром: Хроніка життя вампіра». Обкладинка сигнлу примітна тим, що спричинила інцидент із гітаристом Полом Тобіасом, який частково відповідав за те, що гітарист Слеш пішов з групи в 1996 році. Слеш описав версію пісні Guns N' Roses як «звук розпаду групи».
Гітарист Гілбі Кларк, який не з'являється на записі, зазначив, що запис був передумовою для його виходу з групи:
«Вони зробили це, поки я їздив на гастролі для моєї сольної платівки. …я знав, що це кінець, тому що мені ніхто про запис не сказав. Офіційно я тоді був у групі, і вони зробили цю пісню без мене. Це була остання крапля для мене, тому що мені ніхто нічого не сказав, і вони записали пісню однієї з моїх улюблених груп…»

### Учасники запису
- Ексл Роуз — вокал, фортепіано
- Слеш — лідерська та ритм-гітара
- Дафф МакКейган — бас, бек-вокал
- Метт Сорум — ударні, перкусія
- Діззі Рід — клавішні
- Пол Тобіас — ритм-гітари, бек -вокал

### Позиції в чартах

#### Щотижневі чарти
| Чарти (1994-1995)                          | Позиція |
| ------------------------------------------ | ------- |
| Австралія (ARIA Charts)                    | 12      |
| Австрія (Ö3 Austria)                       | 17      |
| Бельгія (Ultratop Flanders)                | 18      |
| Бельгія (Ultratop Wallonia)                | 40      |
| Canada Top Singles (RPM)                   | 48      |
| Канада (The Record)                        | 9       |
| Данія (IFPI Данія)                         | 2       |
| Європа (Eurochart Hot 100 Singles)         | 3       |
| Фінляндія (Suomen virallinen lista)        | 2       |
| Франція (SNEP)                             | 15      |
| Німеччина (GfK Entertainment)              | 20      |
| Ісландія (Íslenski Listinn Topp 40)        | 4       |
| Ірландія (IRMA)                            | 5       |
| Італія (Musica e dischi)                   | 5       |
| Нідерланди (Dutch Top 40)                  | 10      |
| Нідерланди (Single Top 100)                | 9       |
| Нова Зеландія (Recorded Music NZ)          | 13      |
| Норвегія (VG-lista)                        | 5       |
| Scottish Singles Chart (OCC)               | 8       |
| Іспанія (PROMUSICAE)                       | 4       |
| Швеція (Sverigetopplistan)                 | 7       |
| Швейцарія (Schweizer Hitparade)            | 15      |
| Велика Британія UK Singles Chart (OOC)     | 9       |
| США Billboard Hot 100                      | 55      |
| США Hot Mainstream Rock Tracks (Billboard) | 10      |

#### Щорічні чарти
| Чарти (1995)                       | Позиція |
| ---------------------------------- | ------- |
| Europe (Eurochart Hot 100)         | 63      |
| Iceland (Íslenski Listinn Topp 40) | 86      |

### Сертифікація
| Країна/чарт   | Сертифікація | Сертифікація продажів |
| ------------- | ------------ | --------------------- |
| Японія (RIAJ) | Золотий      | 50 000                |